# Cynotilapia afra
Cynotilapia afra es una especie de peces de la familia Cichlidae en el orden Perciformes.

## Morfología
Los machos pueden llegar alcanzar los 10,1 cm de longitud total.

## Hábitat
Es una especie de clima tropical entre 23 °C-27 °C de temperatura.

## Distribución geográfica
Especie endémica en el lago Malaui, Malaui.